# 한스 벨머

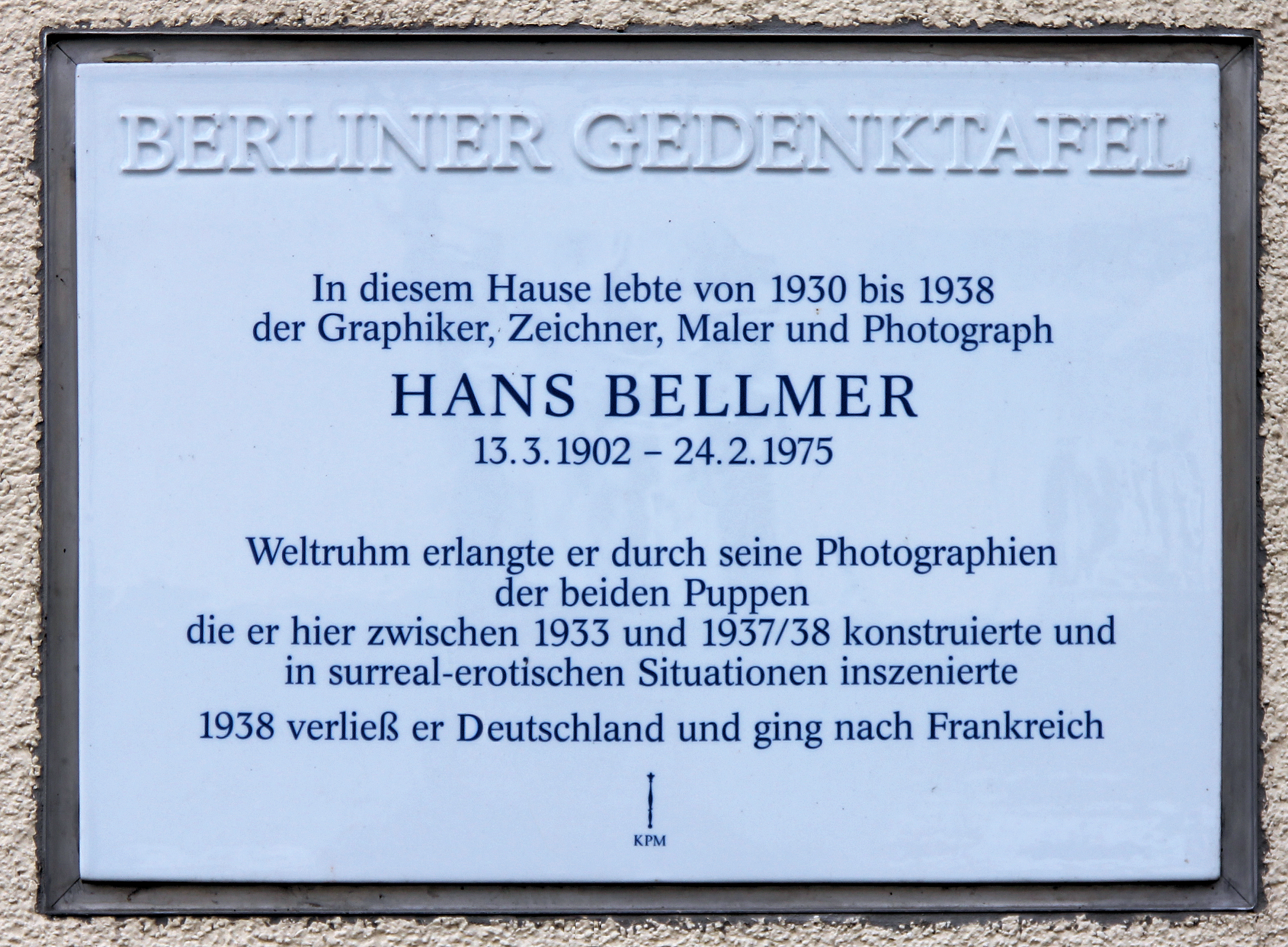

한스 벨머(Hans Bellmer, 1902년 ~ 1975년)는 독일의 사진 작가이자 화가이다. 폴란드의 카드비체에서 출생하였다. 처음에는 사진작가로서 출발하였으나 《인형》이라고 제목을 붙인 일련의 기분나쁜 사진에서 명성을 얻고, 베를린을 떠나 파리로 나왔다. 쉬르레알리슴 잡지 《미노토르》에도 그 사진 한장을 게제하였는데 귀여운 소녀가 분해되고 해체된 그림에서 큰 충격을 일으켰다고 한다. 다만 마르셀 장의 말에 의하면 그 소녀의 얼굴은 사별한 벨메르의 부인을 꼭 닮았다고 한다. 소묘가로서도 탁월하였으며 유채화는 별로 많이 그리지 않았으나 데생과 판화에 새로운 해부학의 영역을 개척하였다. 막스 에른스트, 가스통 바슐라르, 포르, 에뉘아르 등의 초상 외에 그 변형이 가능한 오브제 [인형]도 제작하여 진귀한 심리적·성적인 발상(發想)을 환기시킨다. 대표작에는 《밤에 피는 장미》, 《이미지의 해부학》, 《안구담(眼球譚)》 등이 있다.

## 참고 문헌
- 이 문서에는 다음커뮤니케이션(현 카카오)에서 GFDL 또는 CC-SA 라이선스로 배포한 글로벌 세계대백과사전의 내용을 기초로 작성된 글이 포함되어 있습니다.